# 肯氏角蟾
肯氏角蟾（学名：Megophrys kempii）为角蟾科角蟾属的两栖动物，是中国的特有物种。分布于西藏等地。该物种的模式产地在西藏。